# Mezőkövesdi repülőtér
A Mezőkövesdi repülőtér (más néven Klementina) Mezőkövesd és Mezőkeresztes közigazgatási határán fekvő egykori katonai repülőtér. Noha mind az M3-as autópálya, mind a Budapest–Miskolc-vasútvonal közel van, esélyt a fejlesztésre a közelben fekvő Debreceni nemzetközi repülőtér konkurenciája miatt csak a legutóbbi időkben kapott.

## További adatok
- Területe: 657 hektár
- A guruló 21 méter széles, tehát alkalmas 1A, illetve 1B kategóriának megfelelő futópálya kialakítására.
- A főpálya betonlapjai egymástól elmozdultak, ezért repülőgépek fel- és leszállására alkalmatlan (2008).
- Eredetileg rendelkezett vasúti bekötéssel is, de a síneket a térségben tevékenykedő fémtolvajok nagyrészt felszedték.
- Mivel eleve katonai céllal létesült, a környék közforgalmú útjairól való jó megközelíthetősége (valószínűleg) sosem volt igazán lényeges szempont a működésével kapcsolatban. A 3-as főút felől egy rossz állapotú betonozott úton, a 3303-as út és a 33 111-es számú mellékút keresztezése felől pedig ugyancsak egy szilárd burkolatú, alsóbbrendű mellékúton érhető el.

## Története
A repülőtér a Klementina nevű nagybirtok egykori területén, az 1950-es évek elején épült, katonai céllal. A repülőtéren 3500 méter hosszú és 80 méter szélességű futópályát alakítottak ki a hozzá tartozó gurulókkal, tankoló és nyűgöző helyekkel.
A bázis a Varsói Szerződés ellátó és tartalék repülőtereként üzemelt az 1980-as évek közepéig. Szigorúan titkos katonai bázisként szerepelt, amire azért volt szükség, mert a korabeli elgondolások szerint háborús konfliktus esetén ide települtek volna a szovjet távolsági atombombázók. A légtér évente kétszer vált forgalmassá, amikor a szovjet csapatoknál eljött a váltás ideje, és a Tu–154-es személyszállító gépekkel a Szovjetunióból utánpótlás érkezett. Szívesen szálltak le itt azok a hivatalos kiküldetésből hazaérkező magyar katonatisztek is, akik a ferihegyi vámvizsgálatot szerették volna elkerülni a vámtisztviselők híján "tax free" módon üzemelő Klementinán.
A repülőtér 2000-ig a Magyar Honvédség tulajdonában állt, ekkor vette át az ÁPV Rt. az üzemeltetést. Ekkorra azonban a már jó ideje használaton kívüli repülőtérnek csak a romjait vehette át.
1999-ben készült egy hasznosíthatósági tanulmány, azonban a benne foglaltak nem valósultak meg. A fejlesztést akadályozza az is, hogy a területet mindenekelőtt meg kellene tisztítani a földben található kerozinszennyeződéstől.
Miskolc, Eger és Mezőkövesd ezek után együtt pályáztak annak érdekében, hogy a repülőtéren fejlesztések történjenek, illetve, hogy megkaphassák a területet a magyar államtól. Ígéretek szerint a 2008-tól 2013-ig tartó fejlesztési tervekbe már bekerülhetett volna a reptér helyzetének rendezése és esetleges fejlesztése.